# 傅晧
傅晧，山東東平府陽穀縣人，明朝政治人物、進士出身。

## 生平
洪武三年，山东乡试中举。洪武四年，會試八十三名，登進士三甲，授常州府江陰縣縣丞。